# Говолдой
Говолдой (чечен. ГовлтӀа) — покинутый аул в Шаройском районе Чеченской Республики.

## География
Расположен на левом берегу реки Шароаргун, к юго-западу от районного центра Химой.
Ближайшие населённые пункты и развалины бывших аулов: на северо-западе — село Шикарой, на северо-востоке — село Шарой и бывшие аулы Чехилдой, Хиндой, на юго-западе — бывшие аулы Дукархой и село Кесалой, на юго-востоке — бывшие аулы Ацильда, Нижний Хашелдой и Хашелдой.